# Кузнецов, Николай Иванович (ботаник)
Никола́й Ива́нович Кузнецо́в (5 [17] декабря 1864, Санкт-Петербург — 22 мая 1932, Ленинград) — русский и советский ботанико-географ, флорист и систематик. Член-корреспондент Петербургской Академии наук (1904). Председатель Эстонского общества естествоиспытателей (1905—1911).

## Биография
Николай Кузнецов родился 5 (17) декабря 1864 года в Санкт-Петербурге. В 1875 году родители определили его в 3-ю Санкт-Петербургскую военную гимназию. После окончания этой гимназии в 1882 году он сдал экзамен на аттестат зрелости при 7-й Петербургской гимназии в 1884 году и осенью этого же года поступил на естественное отделение физико-математического факультета Санкт-Петербургского университета.
По окончании университета (1888) Н. И. Кузнецов был направлен в ведение Министерства государственных имуществ. В 1888—1890 годах вместе с А. В. Фоминым и Н. А. Бушем совершил по поручению Императорского Русского географического общества несколько ботанико-географических экспедиций («экскурсий») по Кавказу. Изучение кавказской флоры и в последующем стало одним из главных дел его жизни — исследованию флоры этого региона он посвятил 30 лет.
В 1891 году, после возвращения из последнего путешествия по Кавказу, Кузнецов был назначен на должность младшего консерватора Императорского ботанического сада. Писал статьи для Энциклопедического словаря Брокгауза и Эфрона.
В 1894 году Николай Иванович Кузнецов читал курс ботаники на женских педагогических курсах Санкт-Петербургского Фрёбелевского общества. Летом 1894 года принимал участие в качестве ботаника в экспедиции по исследованию источников важнейших рек Европейской России, снаряжённой министерством земледелия и государственных имуществ.
В 1895 году за диссертацию «Подрод Eugentiana рода Gentiana» («Труды Санкт-Петербургского общества естествоиспытателей», 1894) Кузнецов получил степень магистра ботаники. Степень доктора ботаники honoris causa была присуждена ему Новороссийским университетом в 1911 году.

В октябре 1895 года Н. И. Кузнецов переехал в Юрьев (Дерпт) и был назначен экстраординарным профессором по кафедре ботаники и директором университетского ботанического сада, а с 1901 года работал исполняющим должность ординарного профессора Юрьевского университета. Юрьевский период жизни Н. И. Кузнецова был один из самых плодотворных. Здесь он основал ботанический журнал «Труды Ботанического сада Юрьевского университета» (1900—1915), продолжил изучение флоры и растительности Кавказа с изданием критической флоры Кавказа «Flora caucasica critica».

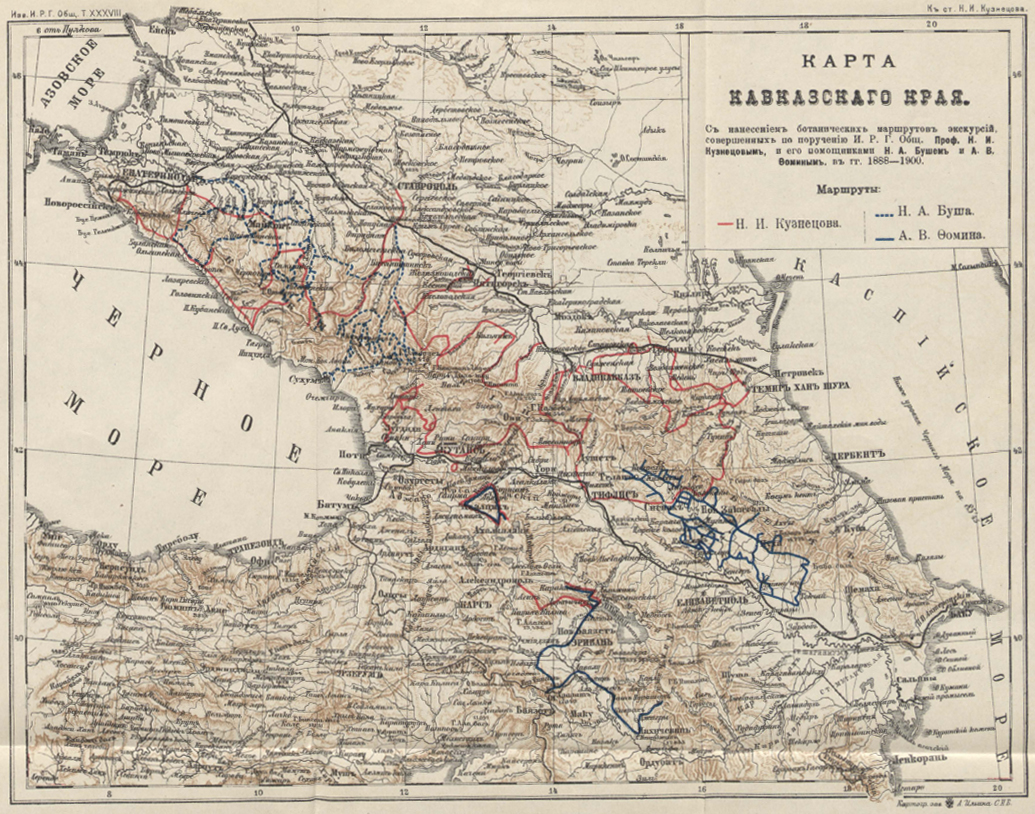
Экспедиции Кузнецова (показаны красными линиями), Буша и Фомина по Кавказу.

Н. И. Кузнецов создал ряд оригинальных университетских курсов и опубликовал на их основе учебники, среди которых центральное место занимают «Введение в систематику цветковых растений» (1914, 1936 гг.) и «Основы ботаники» (1914, 1915 и 1915 гг.). Он является одним из пионеров в области охраны природы России — благодаря его деятельности удалось сохранить памятники природы на Кавказе.
В 1915—1918 годах он был директором Никитского ботанического сада. Совместно с Е. В. Вульфом создал в саду Ботанический кабинет и Гербарий, организовал закладку питомника лекарственных и ароматических трав, заложил экспозицию местной флоры по предложенной им филогенетической схеме. В Крыму он продолжает издавать журнал «Вестник русской флоры» (1915—1917).
В 1918—1921 годах — профессор Таврического университета. Н. И. Кузнецов был одним из инициатором приглашения в университет академика В. И. Вернадского, впоследствии ставшего ректором Таврического университета. Им разработан ряд ботанических курсов, опубликовано несколько учебников (в том числе один из первых учебников Таврического университета — «География растений»).
С 1921 года — профессор кафедры географии и экологии растений Ленинградского университета, а с 1922 года — заведующий отделом геоботаники Главного ботанического сада в Ленинграде.
Николай Иванович Кузнецов изучал флору и растительность Кавказа, занимался систематикой и филогенией цветковых растений, разработал полифилетическую систему цветковых растений (1914).
Н. И. Кузнецов опубликовал около 400 книг, статей, критических обзоров и рецензий, он был активным членом многих научных обществ России и имел различные научные награды (в частности золотую медаль имени П. П. Семёнова-Тян-Шанского).
Николай Иванович Кузнецов скончался 22 мая 1932 года в городе Ленинграде.

## Научные труды
В некоторых каталогах ему приписывают ботанические публикации полного тёзки — Николая Ивановича Кузнецова (1871—1942), преподавателя учительской семинарии в Киржаче, участника экспедиций Переселенческого управления, фенолога на метеостанции в Гельтищеве, научного сотрудника Мордовского государственного заповедника.
- Кузнецов Н. И. Материалы к лишайниковой флоре Новой Земли // Scripta Botanica. — 1886—1887. — Т. I, вып. 2, № 5.
- Кузнецов Н. И. Исследование флоры Шенкурского и Холмогорского уездов Архангельской губернии // Тр. СПб. об-ва естествоиспытателей. — 1888. — Т. XX.
- Кузнецов Н. И. Геоботаническое исследование северного склона Кавказа // Изв. Имп. рус. геогр. об-ва. — Т. XXVI.
- Кузнецов Н. И. Beiträge zur Flora Caucasica. Zwei neue Rhamnus-Formen // Mém. Biol. Acad. St.-Petersb. — Т. XIII. Н. И. Кузнецов в 1920-е годы

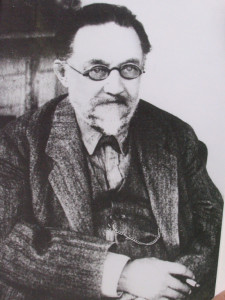
Н. И. Кузнецов в 1920-е годы

- Кузнецов Н. И. Neue asiatische Gentianen // Mém. Biol. Acad. St.-Petersb. — Т. XIII.
- Кузнецов Н. И. К вопросу о влиянии ледникового периода на географическое распространение растений в Европе // Изв. Имп. рус. геогр. об-ва. — Т. XXVII.
- Кузнецов Н. И. Neue asiatische und americanische Gentianen // Acta H. Petrp. — 1893. — Т. XIII, № 4.
- Кузнецов Н. И. Der Botanische Garten der Kaiserlichen Universität zu Jurjew (Dorpat) // Bot. Centralbl. — 1896, 1897 и 1898.
- Кузнецов Н. И. О ботанико-географических исследованиях Кавказа, совершенных по поручению Императорского Русского Географического Общества // Изв. Имп. рус. геогр. об-ва. — 1902. — Т. XXXVIII, вып. II. — С. 206—227.  (с картой Кавказского края с нанесением ботанических маршрутов экскурсий, совершенных по поручению И. Р. Г. Общ. проф. Н. И. Кузнецовым и его помощниками Н. А. Бушем и А. В. Фоминым в гг. 1888—1900)
- Кузнецов Н. И. Новейшие успехи океанической фито-географии // Изв. Имп. Рус. геогр. об-ва. — 1906. — Т. 31. — С. 233—238.
- Кузнецов Н. И. Нагорный Дагестан и значение его в истории развития флоры Кавказа // Изв. Имп. Рус. геогр. об-ва. — 1910. — Т. 46, вып. 6—7. — С. 213—260.  (с 4 картами)
- Кузнецов Н. И. Род Lycopsis L. и история его развития // Тр. Бот. музея АН. — 1911. — Вып. 8. — С. 83—120.  (с 2 табл. и картой географического распространения рода Lycopsis L.)
- Кузнецов Н. И. Опыт деления Сибири на ботанико-географические провинции // Изв. Имп. АН. — 1912. — № 14. — С. 871—897.  (с 4 картами: Ледебура, Коржинского, Танфильева и Кузнецова)
- Кузнецов Н. И. Symphytum asperum Lepech. в Европейской России // Изв. Имп. АН. — 1912. — С. 957—969.  (с картой распространения Symphytum asperum Lepech.)
- Кузнецов Н. И. Введение в систематику цветковых растений : по лекциям, читанным в Имп. Юрьевском ун-те : пособ. для слушателей и слушательниц высш. учеб. заведений и для самообразования. — Юрьев: Тип. К. Маттисена, 1914. — 655 с. (с 610 рис. в тексте)
- Кузнецов Н. И. Переход от Тайнобрачных к Явнобрачным : по лекциям, читанным в Имп. Юрьевском ун-те : Пособ. для студ. при прохождении общ. курса ботаники и спец. курса систематики растений. — Юрьев: Тип. К. Маттисена, 1914.  (с 88 рис. в тексте)
- Кузнецов Н. И. Основы ботаники : по лекциям, читанным в Имп. Юрьевском ун-те. — 2-е изд. — Юрьев: Тип. К. Маттисена, 1915. — Т. 1. — 275 с.  (с 245 рис. в тексте)
- Кузнецов Н. И. Основы ботаники : по лекциям, читанным в Имп. Юрьевском ун-те. — 2-е изд. — Юрьев: Тип. К. Маттисена, 1915. — Т. II. — С. 276—755.  (с 404 рис. в тексте)
- Кузнецов Н. И. Введение в систематику цветковых растений : Пособ. для вузов и самообразования / Под ред. акад. В. Л. Комарова. — Изд. 2-е, посмертное. — Л.: ОГИЗ — Гос. изд-во биол. и мед. лит., Лен. отд, 1936. — 456 с.  (с 448 рис. и 2 табл.)

## Память
- В честь Кузнецова назван вид жуков-листоедов — листоед Кузнецова (Chrysolina kuznetzowi Jacobson)[6].